# 上海图书馆

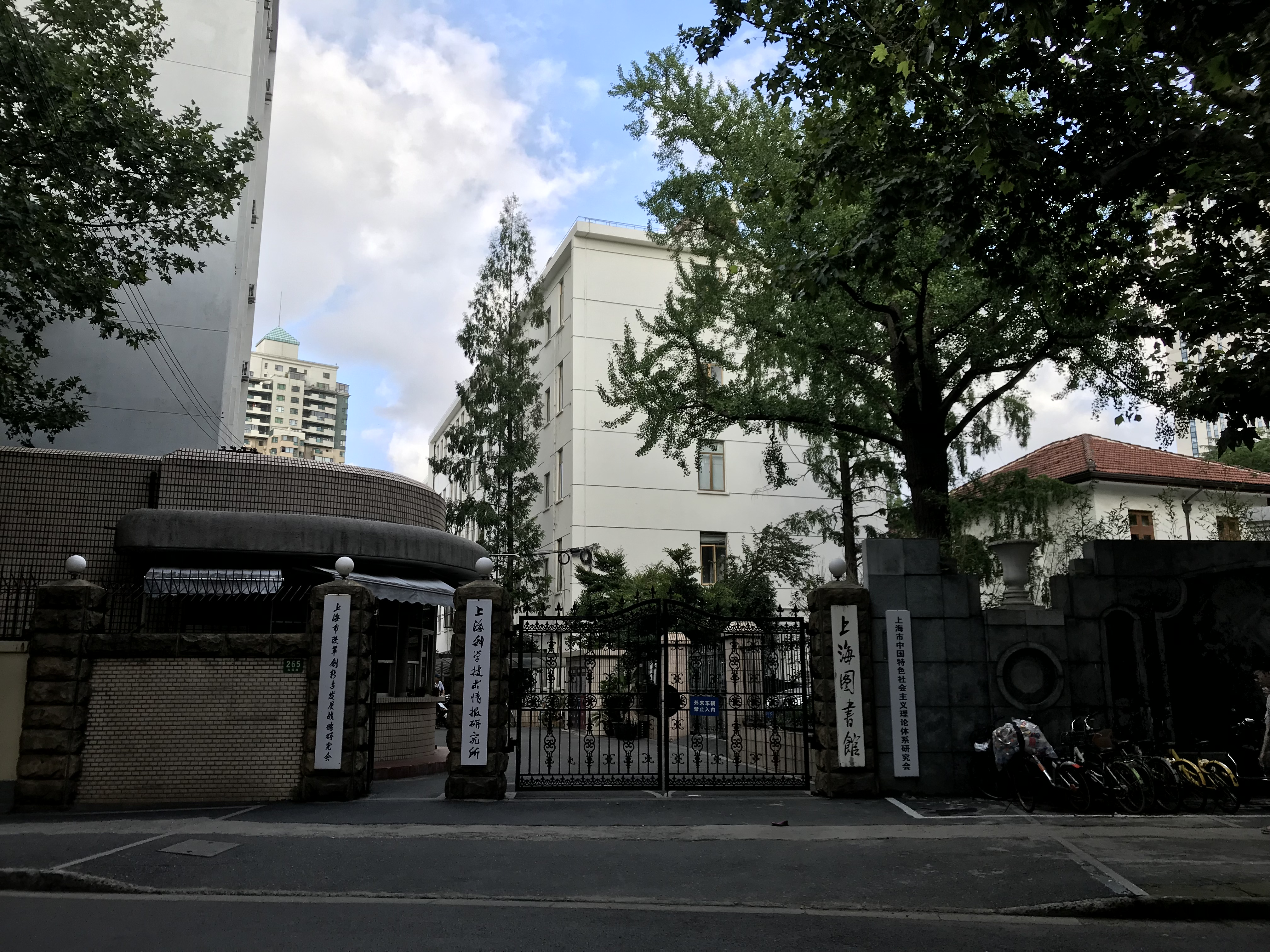
位于湖南路的上情所

上海图书馆（上海科学技术情报研究所），简称“上图”或“上情所”，直属于中国共产党上海市委员会宣传部，是目前上海市最大的图书馆，也是中国大陆规模仅次于中国国家图书馆的第二大图书馆，被中华人民共和国文化部评为国家一级图书馆。
1952年，上海圖書館成立。1956年接手徐家匯藏書樓。1958年底，上海圖書館、上海市科學技術圖書館、上海市報刊圖書館、上海市歷史文獻圖書館，四館合併。1995年，上海圖書館與上海科學技術情報研究所合併，成為研究型的公共圖書館與綜合性的科技與產業情報研究中心。
现时，上海图书馆馆址位于徐匯區的淮海中路、高安路口，于1996年12月对外开放，拥有各类图书、报刊、资料总计达5500余万册（件）；而情报研究部门仍然有相当部分放在相距不远的研究所旧址，即上海图书馆位于湖南路、永福路的北馆。2022年位於浦東新區的東館開館。

## 历史沿革

### 图书馆的建立和整合
上海图书馆创建于1952年7月，原址位于南京西路325号（中華民国大陸时期的跑马厅，後为上海美术馆、上海市历史博物馆等單位易手使用）。
1955年，中国人民解放军征用了作为徐家汇天主堂附属建筑的藏书楼。1956年11月，上海市文化局根据军管会命令，接管徐家汇耶稣会神学院藏书楼（亦称徐家汇天主堂藏书楼）；经过整理充实，成为上海图书馆的组成部分——上海图书馆徐家汇藏书楼，于1957年1月开放阅览。在此以前，上海图书馆还接收了原亚洲文会图书馆的藏书。
1958年10月，经中共上海市委宣传部同意，上海市文化局决定将上海图书馆、上海市科学技术图书馆、上海市报刊图书馆、上海市历史文献图书馆四馆合并。四馆合并之初，四馆的机构和藏书统一于上海图书馆，四馆名称均暂保留。同年12月18日，经上海市文化局同意，四馆联名对外发文，宣布机构已经合并统一，自1959年1月1日起，对外来往由上海图书馆统一办理；只是在馆内，各馆长依然分任原职、实行联合办公，馆的业务领导机构为四馆馆长联席会议，文化局分管副局长为联席会议召集人。至1962年11月12日，上海市人民政府任命顾廷龙为上海图书馆馆长。在四馆合并的同时，根据文化局的安排，原上海市人民图书馆撤销建制下放，改为卢湾区图书馆，馆址迁往明复图书馆（上海市科学技术图书馆）馆址；其部分藏书移交上海图书馆，其中包括1953年由上海商业储蓄银行捐献给上海市人民政府、后由人民图书馆接收的私立海光图书馆的藏书。
1960年11月，上海市少年儿童图书馆并入上海图书馆，作为上海图书馆的一部分，对外仍称上海市少年儿童图书馆；1987年1月，该馆恢复独立建制。
文化大革命期间，上海图书馆处于瘫痪状态达4年之久。1970年7月，上海图书馆勉强恢复开放。动乱结束后，上海图书馆进行整顿，并开拓了一些新业务。1982年在南京西路扩建面积为4000平方米的2号楼；1988年又在龙吴路建成10000平方米的书库。1987年，上海图书馆升格为副局级单位。
1993年，因城市发展需要，在上海市徐汇区上海牛奶二厂旧址建设新馆；1996年12月，新馆正式对公众开放。
2022年3月10日，上海圖書館臨時閉館；11月22日恢复开放。

### 科学情报研究所的创设发展
上海科学技术情报研究所，简称“上情所”，是一个综合性情报研究和文献服务单位，成立于1958年，目前的部分研究机构设在永福路、湖南路口。
为加快对现代科学情报的研究和整理，上海科学技术情报研究所（简称上情所）于1958年11月在上海成立。
1959年3月，第一次上海科技情报工作会议在科学会堂召开。时任上海市科学技术委员会副主任舒文作了题为《要使上海市在科技上成为世界上最先进的城市，必须大力加强科技情报工作》的报告。会议通过了《关于加强上海科技情报工作的意见》，明确“上海科学技术情报研究所是全市的科技情报中心”。1960年7月，上情所建制改为直属上海市科学技术委员会。1961年5月，上情所明确了文献收集“应根据上海工农业生产和科技发展的需要，以国外文献为主特别是重点收集专利和美国政府研究报告的指导思想”。
文化大革命期间，除阅览室仍维持开放外，上情所情报业务工作基本处于停顿状态。文革后期，上情所所逐步恢复情报服务和技术交流工作，并开展对外科技座谈活动和声像业务。1978年5月，国家出版局批准上情所成立上海科学技术文献出版社。从此，该所的出版报道工作正式纳入国家出版计划。
1988年，上海市科技情报工作初步形成一个比较完善的文献收集、整理、管理、检索、研究、咨询、开发和出版报道等工作体系，并先后与国内外有关单位、学术团体建立了情报资料交换关系。
1990年10月5日，国务院学位委员会批准上情所与上海工业大学经济管理学院（现属于上海大学）联合申请的“管理工程”硕士学位授予权。

### 图书情报联合体
1995年10月，上海图书馆与上海科学技术情报研究所合并为一个法人单位，更名“上海图书馆上海科学技术情报研究所”，成为国内第一个省（市）级图书情报联合体。

## 图书馆馆舍

### 高安路主馆

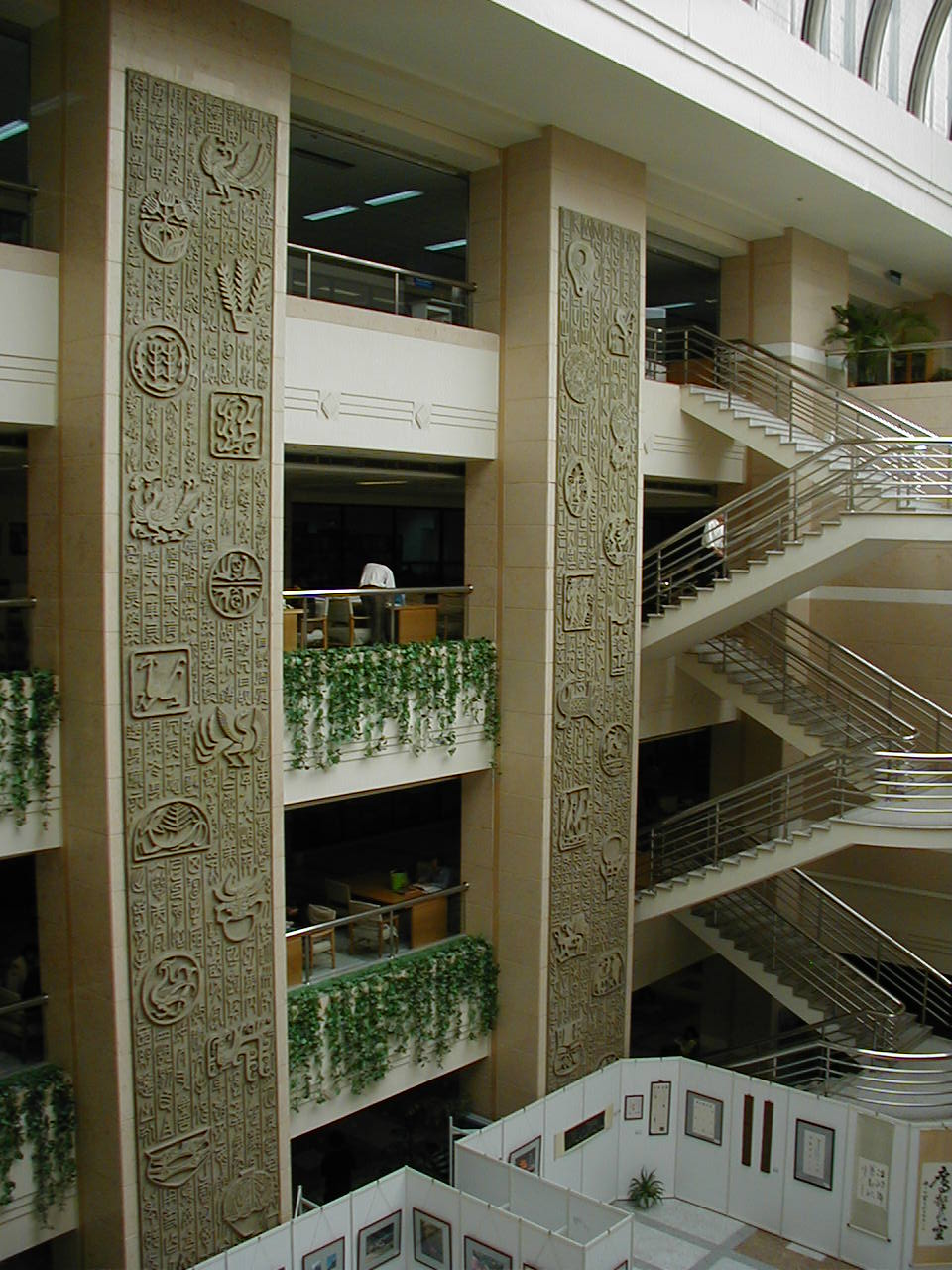
上海图书馆内部

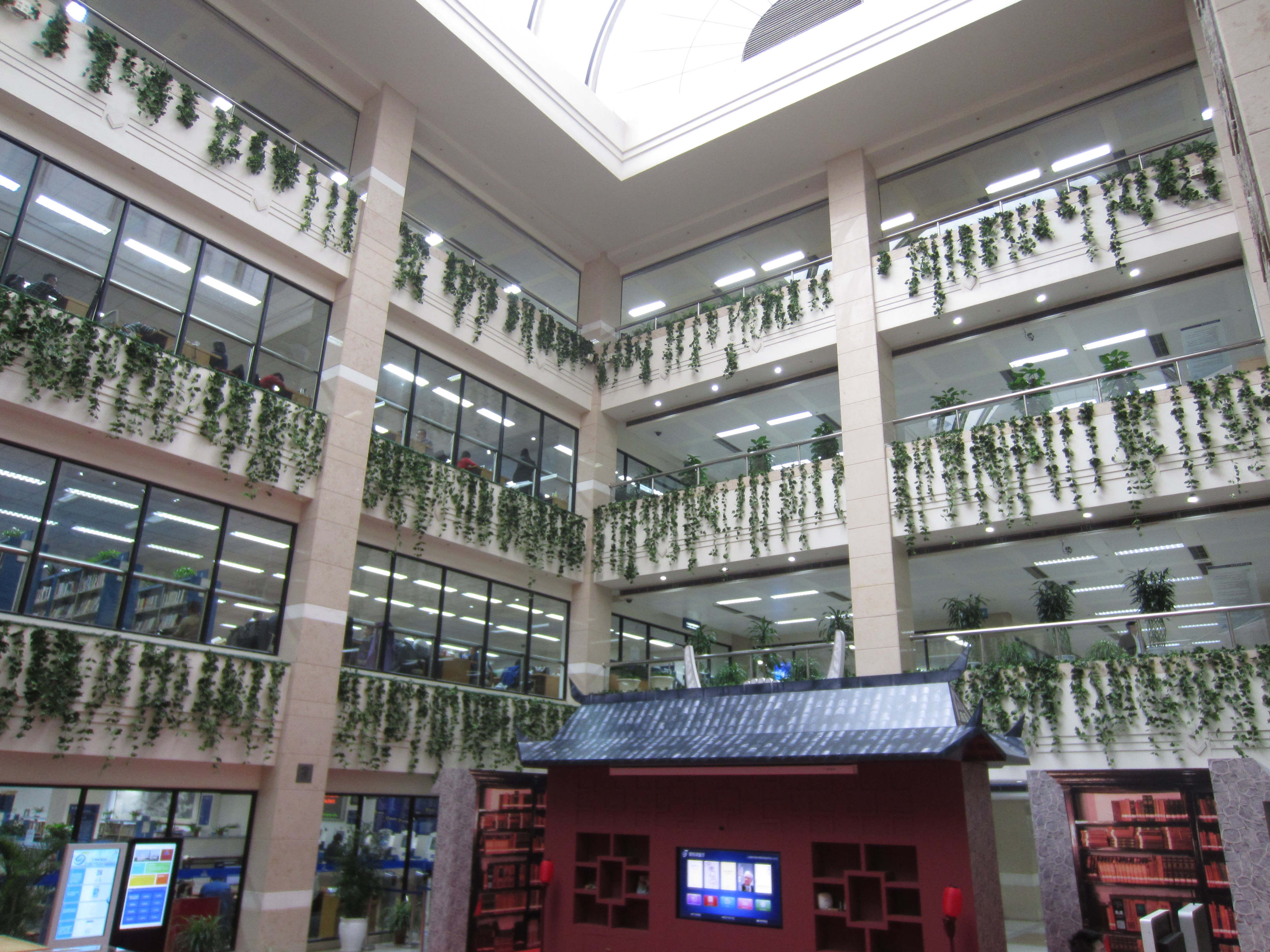
内部

上海图书馆淮海路馆舍占地3.1公顷，建筑总面积达12.7万平方米，主楼由五层的大型裙楼与分别高达58.8米与106.9米，形状类似灯塔 ，象征着人类踏着知识的阶梯攀爬文明的高峰。截至2012年，上海图书馆的高安路馆舍为世界最高的图书馆馆舍。
馆体正面有仿造中国古代建筑结构的数根巨柱与斗拱结构，玻璃采用特质的双层隔音玻璃，可以有效阻隔来自淮海路的噪音。图书馆内部拥有各类阅览室33个，展览厅2个，学术研讨室4个，音乐欣赏室1个，影视欣赏厅1个。

### 徐家汇藏书楼
上海图书馆徐家汇藏书楼也藏有部分馆藏西洋善本。藏书楼长期以来不对外开放，读者需凭单位介绍信才能进入查阅资料； 因几十年来管理维护不善，曾出现地下室进水、地基下陷等严重建筑问题，1990年代徐家汇地区建设地铁站时，市政府曾考虑拆除该楼，后经巴金等知识分子联名呼吁才得以保留，并进行大力修缮。
现在，藏书楼作为徐家汇源景区的一部分，对所有公众开放，可在周一至周六的上午9点到11点和下午的14点到16点半进行参观，参观范围为建筑外观和1楼门厅。

### 其他馆外书库
上海图书馆有三个馆外书库，分别为航头书库、龙吴路保存本书库和莘庄特种文献书库，一般不对外开放，索书可至综合出纳台登记预约。
1. 龙吴路保存本书库：每周二、五接待，上午9:00～12: 00 ,下午13:00～16:00
2. 莘庄特种文献书库：每周二、四接待，上午9:00～12: 00 ,下午13:00～16:00
3. 航头书库：每月由工作人员调取资料一次。[21]

## 馆藏

### 馆藏规模

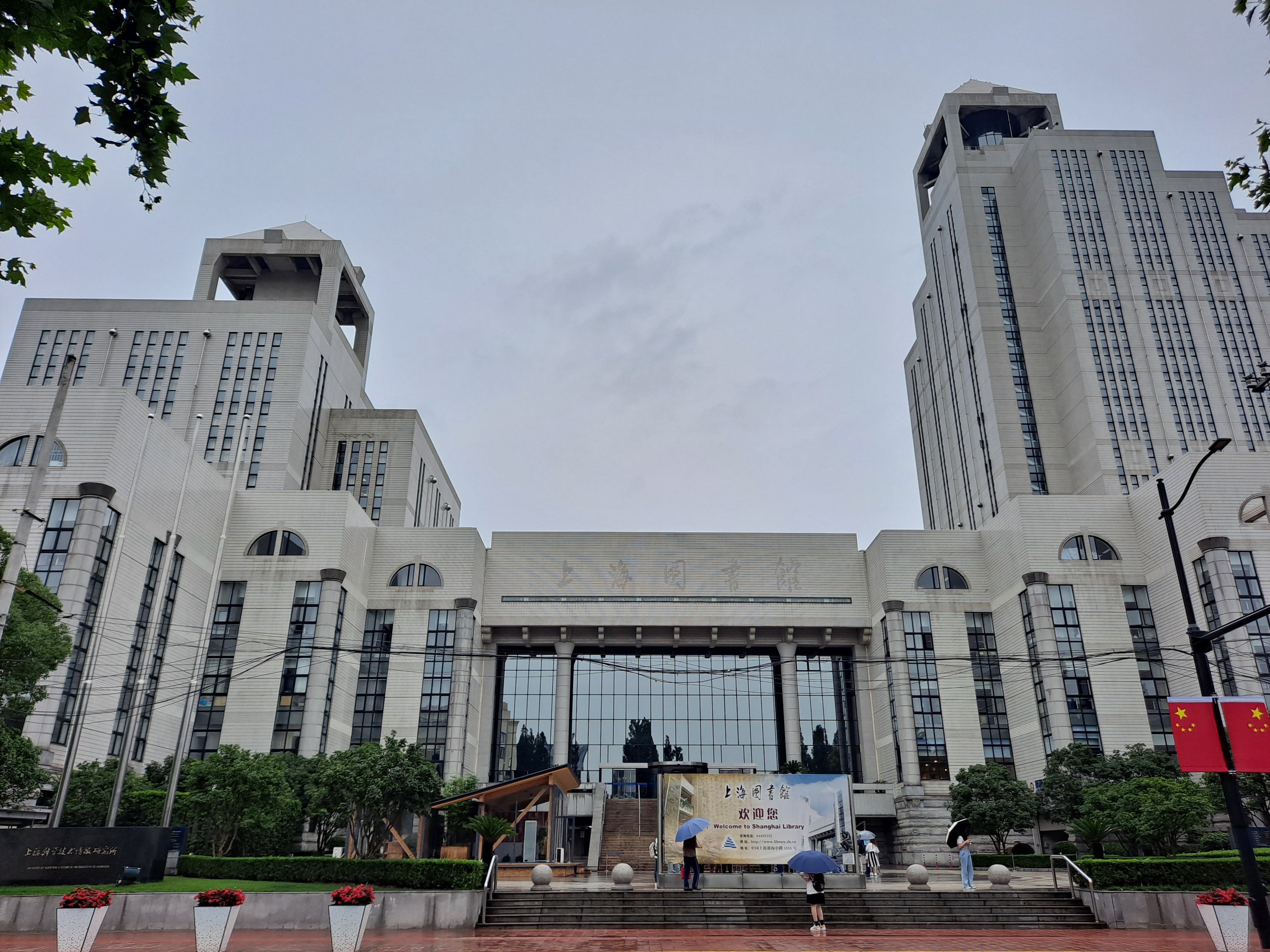
上海图书馆

截至2015年，上海图书馆拥有各类图书、报刊、资料达到5500万件，古籍善本、碑帖尺牍、名人手稿、家谱方志、西文珍本、唱片乐谱、近代报刊及专利标准是上海图书馆的馆藏特色。该馆现拥有历史文献370余万册，其中，一千四百余年前的《维摩诘经》是年代最久远的藏品。四楼外文书报期刊室内亦藏有各国捐赠图书，其中包括德国和澳大利亚官方捐赠的图书、期刊以及多媒体借阅服务。

### 联合国托存
在上海图书馆四楼，亦设有一隅为上图联合国托存图书馆，成立于1984年1月，托存资料包括联合国的中英文出版物、文件以及亚太经社会文件；其中其他一些发行出版物的联合国专门机构有：教科文组织、粮农组织、世界卫生组织、世界银行、世界气象组织和亚洲发展银行等。

### 法定送存
根据上海市人民政府颁布的《上海市公共图书馆管理办法》第十九条的规定，除特殊情况外，上海图书馆作为市图书馆，接收上海市境内所有出版机构呈缴的出版物样本。

## 面向读者

### 读者证
上海中心图书馆的读者证，根据借阅书籍类别的不同，大致分为两种：
- 成人读者证（含缴纳成人读者证押金后持证人所持的初中版上海市电子学生证，以及所有高中版电子学生证），面向年满14周岁的中国公民和外籍人士；
- 少儿一卡通（含未缴纳成人读者证押金的初中版上海市电子学生证[22]，以及所有小学版电子学生证），面向未满14周岁的未成年人[23]。

上海图书馆的借阅权限分为三种：参考阅览（仅限淮海路馆可开通），普通外借和参考外借。开通普通外借功能设资格限制，只需向卡面所属的图书馆缴纳100元按金（对于旧版接触IC卡，所属馆的代码被钢印在卡面上）或申请诚信免押金计划，对于参考外借读者，押金是1000元；对于外地和外籍读者，申办参考外借功能还需同时出示上海市居住证，方可办理。

### 文献提供
上海图书馆会为用户提供文献服务，包括各种类型和载体的文献查寻、广域检索、馆际互借及至最终传递。

### 电子文献资源
2009年，上海圖書館开通了线上远程服务系统，所以凡持证读者，无论押金缴纳与否，均默认免费开通“市民数字阅读”和“e卡通”两种电子资源远程服务，获得大部分中心图书馆体系成员馆的多种数据库和电子书籍的访问、阅览权限。

## 服务对接

### 上海市中心图书馆体系
上海市中心图书馆体系是不改变图书馆的行政隶属、人事和财政关系的情况下，以上海图书馆为总馆，其他区县和基层图书馆、高校图书馆等组成的一种图书馆联合体。
目前，上海市中心图书馆“一卡通”成员馆包括1家总馆——上海图书馆，1家市级公共分馆——上海少年儿童图书馆，22家区级公共分馆，街道和乡镇服务点214家，此外还有大型居住区服务点1家，高校分馆1家，专业分馆5家，其他服务点11家，总计256家机构、312家网点。
联合体之间的普通外借书籍，可以通过上海中心图书馆的互联网联机目录（上海图书馆称之为iPac系统）互相查询，并已经实现“一卡通用，通借通还”。

### 上海市公共信用信息服务平台
上海市各级公共图书馆读者借阅信息将纳入上海市公共信用信息服务平台，上海图书馆上海市中心图书馆亦有计划使用上海市公共信用信息服务平台的信用记录。
目前，上海图书馆正在推广“诚信免押金”计划，新办卡读者可以申请签署《个人信用信息查询授权委托书》，经过查询上海市公共信用信息服务平台或芝麻信用收集的有关信用信息，即可以信用免押金办理普通外借读者证。
截至2015年10月，共计有14768位新读者在上图办理了诚信免押金的普通外借读者证；此外，上海市也有24家区县图书馆也加入该活动，共计有28418位办理免押金普通外借读者证，共免去押金431.86万元。

### 上海市电子学生证应用服务平台

上海市电子学生证（高中学生适用）和上海图书馆上海科学技术情报研究所读者证（接触式旧版）

2014年4月，上海图书馆与上海市教育委员会、上海开放大学等签订合作共享协议，开展上海市电子学生证合作项目。之后，上海图书馆和中心图书馆各成员单位进行了非接触式IC卡系统升级改造，并与上海市电子学生证相对接。上海中小学生群体可以凭借电子学生证，使用中心图书馆馆各成员单位的资源，并根据不同年龄段，获得相应的权限，包括图书借阅等各项服务。

## 外交事件
1998年6月30日，美國總統克林頓於卸任前赴中華人民共和國訪問，在上海圖書館與各界人士座談，并發表美國對台政策，其內容為：
|  | 我們不支持台灣獨立、兩個中國或一中一臺、我們不認為台灣可以成為任何以國家為資格限制的組織之會員。” |

## 上海图书馆东馆
2016年2月，作为浦东“3+3”文化项目的一部分，上海市发改委正式批准新建上海图书馆东馆项目，地处花木地区，规划总建筑面积约110 000平方米。这一分馆计划2020年前建成。为征集设计方案，上海市人民政府举办了“2016上海市重大文化设施国际青年建筑师设计竞赛”，最终由丹麦SHL建筑事务所等联合设计的方案中标。

## 交通
- 上海轨道交通10号线：上海图书馆站